# 유지 (1998년)
유지(본명: 손유지, 1998년 11월 25일 ~ )는 대한민국의 가수이다. 2014년 《카라 프로젝트》에 출연했고 이후 소속사를 이적했으며, 2017년 걸 그룹 애플비의 멤버로 데뷔를 했다. 2019년 애플비가 해체되자 써드아이로 재데뷔했다.

## 학력
- 서울공연예술고등학교 (졸업)

## 출연

### 방송
- 2014년 MBC뮤직 《카라 프로젝트: 카라 더 비키닝》
- 2017년 KBS2 《아이돌 리부팅 프로젝트 더 유닛》 - 참가자[2]